# St. Andreas (Rüttenscheid)

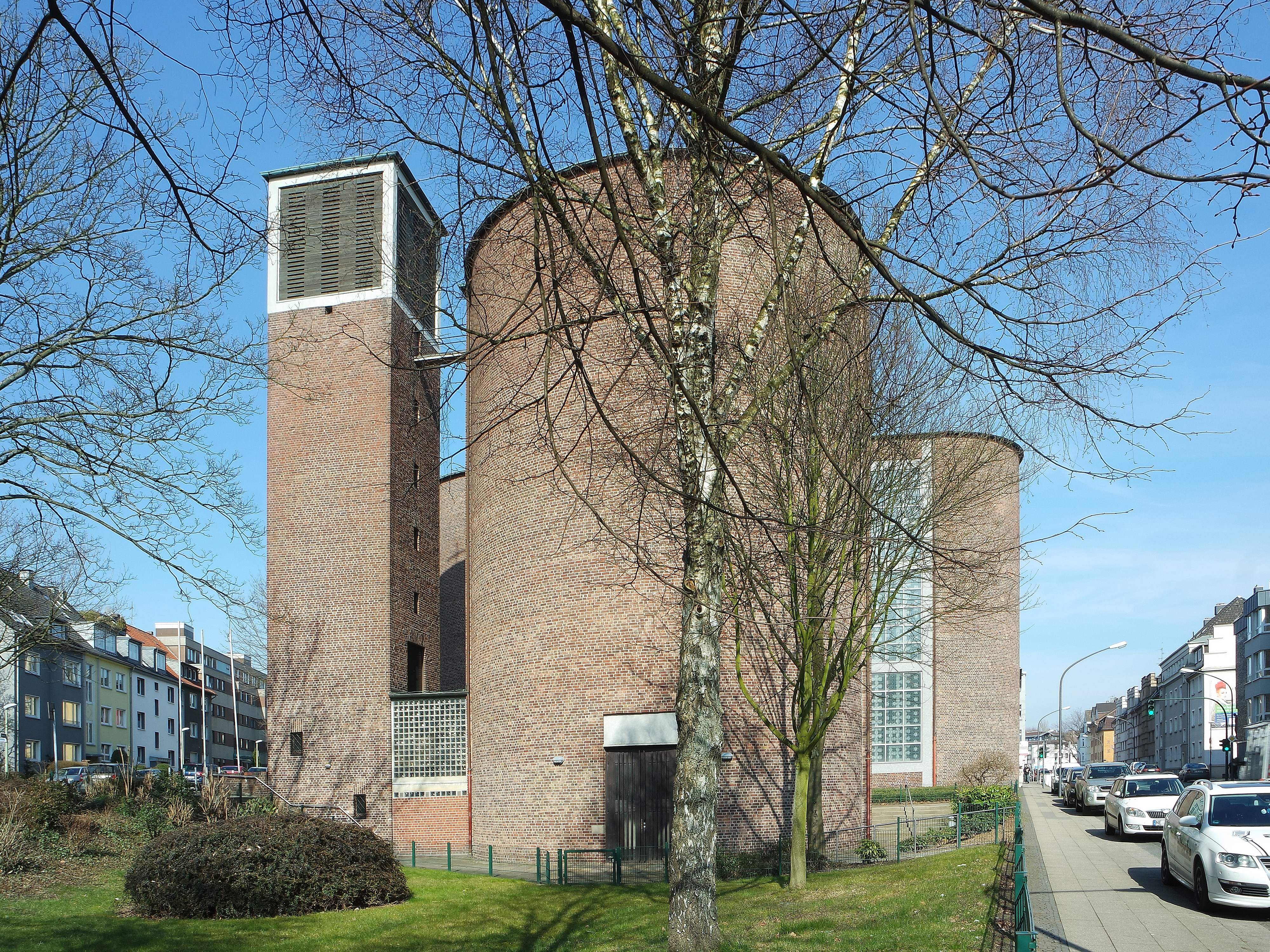
Ansicht der Andreaskirche von Süden

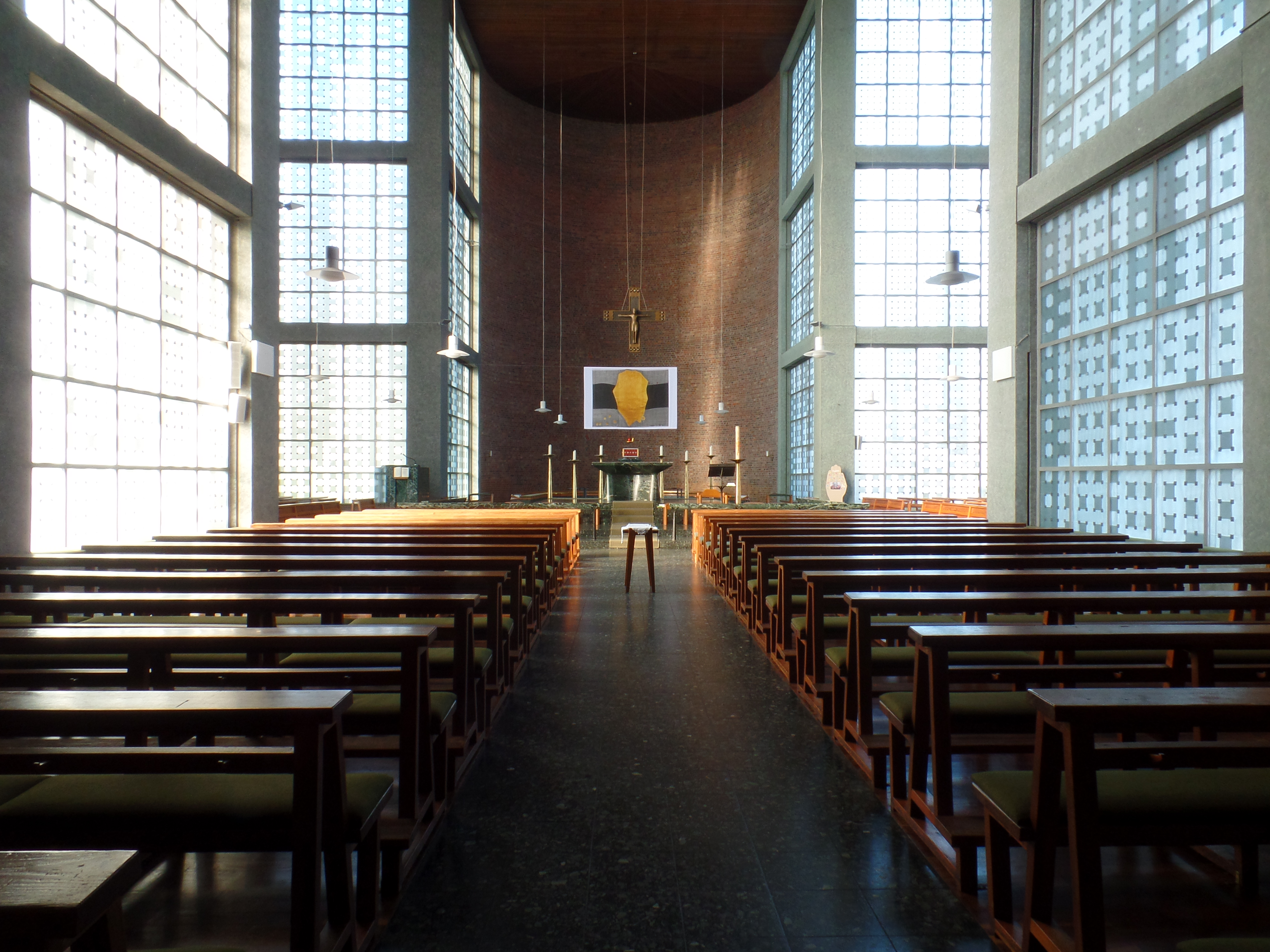
Innenansicht von der Orgel durch das Hauptschiff auf Altarinsel, Tabernakel und Apsis

Die katholische Gemeindekirche St. Andreas ist ein denkmalgeschütztes Kirchengebäude in Rüttenscheid, einem Stadtteil von Essen.

## Geschichte und Architektur

### Vorgängerkirchen
Die Katholiken dieses Bezirkes, der damals noch Witteringsfeld hieß, gehörten von 1895 bis 1905 zur Pfarrei St. Ludgerus in Rüttenscheid. Der Grundstein für die erste eigene Kirche wurde an gleicher Stelle der heutigen Kirche 1906 gelegt. In diesem Jahr wurde die erste Andreaskirche fertiggestellt, die in neugotischen Bauformen gehalten war.
Im Jahr 1911 goss die renommierte Glockengießerei Otto sowohl für die St.-Ludgerus-Kirche in Rüttenscheid wie auch für die neuerrichtete neogotische St.-Andreas-Kirche Bronzeglocken. St. Andreas erhielt fünf Glocken (c ́- es ́- f ́ - g ́ - g ́ ́) mit einem Gesamtgewicht von über 6,5 Tonnen. Das Glockenbuch des Stadtdekanates Essen nennt Karl (I) also den Priester Carl Otto als verantwortlichen Glockenkonstrukteur und -gießer. Die Glocken überstanden die Glockenbeschlagnahme des Ersten Weltkrieges, drei Glocken wurden jedoch im Zweiten Weltkrieg eingeschmolzen, auch die beiden anderen Glocken sind heute nicht mehr existent. Die neugotische Kirche wurde im Krieg total zerstört. An ihrer Stelle errichtet die Kirchengemeinde in den Jahren 1954 bis 1956/7 eine moderne Kirche nach einem Entwurf von Rudolf Schwarz. In dem für Schwarz so typischen Campanile hängen heute Glocken von Petit & Gebr. Edelbrock aus Gescher. Am Fuß des Campaniles befindet sich heute eine Bronzetafel. Sie berichtet von der Anschaffung der Glocken aus Spenden der Gemeindemitglieder und verzeichnet in lateinischer und deutscher Sprache für alle Kirchenbesucher lesbar die Inschriften der Glocken.
Im Zweiten Weltkrieg wurde die Vorgängerkirche vollkommen zerstört. An einem anderen Ort wurde eine als oktogonaler Zentralraum entwickelte Notkirche genutzt.

### Heutige Kirche
Der kreuzförmige, innen und außen steinsichtige Backsteinbau mit Vierapsidenschluss wurde von 1954 bis 1957 nach einem von romanischen Kleeblattchören inspirierten Entwurf von Rudolf Schwarz errichtet. Nach Aussagen des Architekten versteht er die flachgedeckte Saalkirche als Königshalle. Die Winkel der Kreuzarme sind um den Altar herum mit Stahlbetongerüsten, als raumhohe Lichtwände gestaltet. Anstelle der ursprünglichen Ausmauerung mit Glasbausteinen wurden ab 1994 Glasfenster nach Entwürfen von Jochem Poensgen eingesetzt. Da die Kirche auf einem Abhang steht, wurde unter den rückwärtigen Teil des Gebäudes eine Krypta mit einem Vorraum und zwei Halbwendeltreppen eingebaut. Der Glockenturm steht frei.
Das Kirchengebäude wurde 1995 in die Denkmalliste der Stadt Essen aufgenommen.